# Pena de morte na China

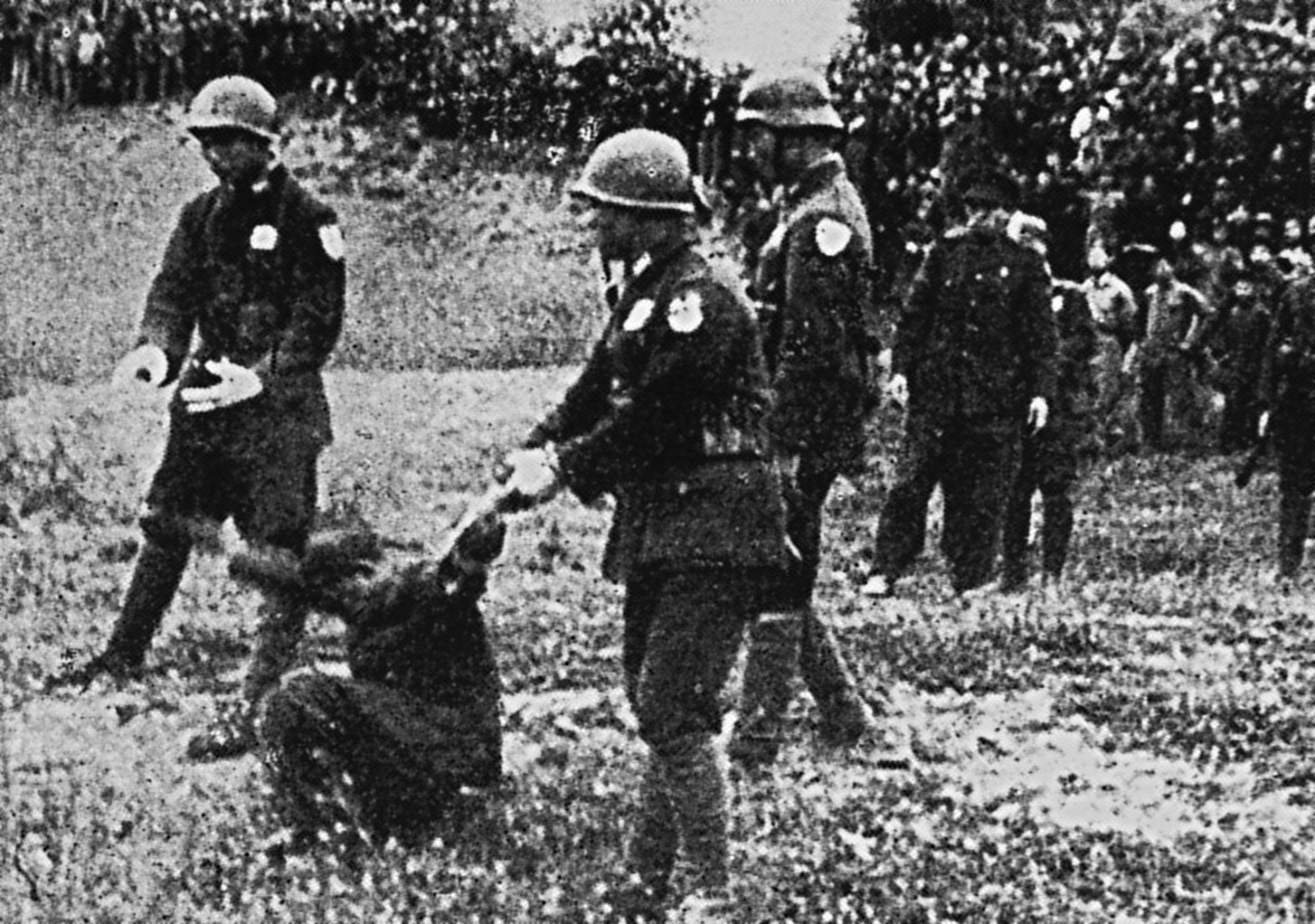
Tani Hisao é executado por seus crimes de guerra.

A pena de morte é uma pena legal na República Popular da China. É aplicada principalmente por assassinato e tráfico de drogas, e as execuções são realizadas por injeção letal ou fuzilamento.
O uso da pena de morte é ativo na maioria dos países do Leste Asiático, além da própria República Popular da China, República da China (Taiwan), Japão, Coreia do Norte, Malásia, Tailândia, Indonésia, Vietnã e Singapura também aplicam a pena de morte. A Anistia Internacional alega que a China continental executa mais pessoas do que todos os outros países juntos, embora se a população muito grande da China for levada em consideração, o número de execuções per capita é comparável ao Vietnã e Singapura e muito menor do que vários países, incluindo Arábia Saudita e Irã. O número exato de execuções e sentenças de morte é considerado um segredo de estado pela China e não está disponível ao público. De acordo com a Dui Hua Foundation, uma organização sediada nos Estados Unidos, o número estimado de execuções diminuiu constantemente no século XXI, de 12000 por ano para 2400.
A pena de morte na China não deve ser confundida com a sentença de morte com indulto, que é uma forma de sentença branda que é proferida pelos tribunais chineses com tanta frequência ou com mais frequência do que as sentenças de morte reais. A sentença de morte com indulto é usada para enfatizar a gravidade do crime e a misericórdia do tribunal, e às vezes é incorretamente adicionada ao número real de sentenças de morte.

## Apoio e suporte
A pena de morte tem amplo apoio na China, especialmente para crimes violentos, e nenhum grupo no governo ou na sociedade civil defendeu sua abolição, exceto alguns baseados na Europa. Pesquisas realizadas pela Academia Chinesa de Ciências Sociais em 1995, por exemplo, descobriram que 95% da população chinesa apoiava a pena de morte, e esses resultados foram refletidos em outros estudos. Em 2005, uma pesquisa com 2000 entrevistados mostrou que 82,1% apoiavam a pena de morte, enquanto 13,7% apoiavam a abolição da pena de morte. As pesquisas realizadas em 2007 em Pequim, Hunan e Guangdong encontraram 58% mais moderados a favor da pena de morte, e descobriram ainda que a maioria (63,8%) acreditava que o governo deveria divulgar estatísticas de execução ao público.

## Críticas

### Críticas internacionais
Devido à ampla aplicação de ofensas capitais no direito penal chinês, uso substancial da pena capital e números ocultos da taxa de execução, o sistema chinês de pena de morte tem sido criticado por muitas organizações internacionais sob perspectivas como o direito à vida, a presunção. de inocência e proporcionalidade. Um repórter estrangeiro afirmou: "O entusiasmo da China pela pena de morte é alvo de críticas internacionais por seu histórico de direitos humanos". A maioria das críticas internacionais decorre do amplo escopo de ofensas de capital e do sistema de anistia.
De acordo com o jornal "Sun", o país teria usado recentemente vans que funcionariam como pontos móveis de execução por injeção letal, embora o governo chinês jamais tenha confirmado tal informação. Ainda de acordo com a reportagem, os órgãos dos executados seriam usados sem qualquer permissão em áreas da medicina e em experimentos científicos.
Segundo um relatório da Anistia Internacional, “as informações disponíveis indicam que milhares de pessoas são executadas e sentenciadas à morte na China a cada ano”. Grupos de direitos humanos e governos estrangeiros criticaram o uso da pena de morte na China por vários motivos, incluindo seu pedido de crimes não violentos, alegações de uso de tortura para extrair confissões, processos legais que não atendem aos padrões internacionais e recusa do governo em publicar estatísticas sobre a pena de morte. No entanto, a grande maioria das sentenças de morte, como reconhecidas pela Suprema Corte chinesa e pelo Departamento de Estado dos Estados Unidos, são dadas por crimes violentos e não-políticos que seriam considerados graves em outros países.

### Coalizão para investigar a perseguição ao Falun Gong
A Coalizão para Investigar a Perseguição ao Falun Gong acusou os hospitais chineses de usarem os órgãos de prisioneiros executados para transplante comercial. Segundo a lei chinesa, prisioneiros condenados devem dar consentimento por escrito para se tornarem doadores de órgãos, mas devido a essa e outras restrições legais, um mercado negro internacional de órgãos e cadáveres da China se desenvolveu. Em dezembro de 2005, o vice-ministro da Saúde da China, Huang Jiefu, admitiu que o país colhia órgãos de prisioneiros executados. Em 2009, as autoridades chinesas reconheceram que dois terços dos transplantes de órgãos no país poderiam ser rastreados até prisioneiros executados e anunciaram uma repressão à prática.